# 曾栋牌坊
曾栋牌坊位于中国江西省抚州市临川区腾桥镇东北部兰溪村。

## 历史
曾栋牌坊建于明崇祯十三年（1640年），庆祝兰溪村曾氏的曾栋、曾蠲、曾轼、曾亨应父子、兄弟、叔侄4人分别在万历、崇祯年间中进士，同朝为官，分别官至布政使。崇祯皇帝特许立牌坊褒扬曾氏4人的功绩，并赐匾。

## 建筑
曾栋牌坊跨村头官道，高七层，坐东朝西，宽7.5米，残高6米，左右两边各有三根石柱，呈品字形。龙门枋长六米，宽一米，为崇祯皇帝御赐石匾“父子兄弟叔侄同朝”。下额枋的人物和鸟兽纹饰雕刻栩栩如生。

## 保护
2006年，曾栋牌坊公布为抚州市文物保护单位。
2018年3月9日，曾栋牌坊公布为第六批江西省文物保护单位，编号6-3-058。